# Zbór Kościoła Adwentystów Dnia Siódmego w Kochanowicach
Zbór Kościoła Adwentystów Dnia Siódmego w Kochanowicach – zbór adwentystyczny w Kochanowicach, należący do okręgu zachodniego diecezji południowej Kościoła Adwentystów Dnia Siódmego w RP.
Pastorem zboru jest kazn. Sławomir Wcisło. Nabożeństwa odbywają się w świetlicy OSP przy ul. Lublinieckiej 5 każdej soboty o godz. 9.30.